# ایرباس ای۳۸۰
ایرباس ای۳۸۰ (به انگلیسی: Airbus A380) یک سری هواپیمای مسافربری پهن‌پیکر چهارموتوره است که توسط شرکت ایرباس اروپا توسعه‌یافته و ساخته شده‌است. این هواپیما هم‌اکنون بزرگ‌ترین هواپیمای مسافربری در جهان به‌شمار می‌رود. 
ساخت ایرباس ای۳۸۰ از ۱۹۹۶ میلادی با پروژه‌ای به‌نام ای۳ایکس‌ایکس (به انگلیسی: A3XX) آغاز شد و از ۱۹۹۸ میلادی با نام کنونی شناخته می‌شود. نخستین پرواز آزمایشی آن در ۲۷ آوریل ۲۰۰۵ میلادی از تولوز فرانسه بود. دو سال پس از آن در ۲۵ اکتبر ۲۰۰۷ میلادی نخستین پرواز بازرگانی آن از سنگاپور به سیدنی، برای شرکت هواپیمایی سنگاپور انجام شد.
ایرباس ای۳۸۰ توانایی جابجایی شمار زیادی مسافر دارد و کاربرد آن در سفرهای بین‌المللی و مسافت‌های طولانی است. شمار صندلی اندازه استاندارد آن با سه کلاس مسافربری، بیش از ۵۲۵ نفر و برد آن هشت هزار مایل دریایی است. در مدل‌هایی که تنها دارای یک کلاس اقتصادی هستند این گنجایش تا ۸۵۳ نفر نیز قابل گسترش است. علی‌رغم اندازه بزرگ این هواپیما، ای۳۸۰ براساس اندازه‌های معمول و استوانه‌ای شکل، همانند بوئینگ ۷۴۷ ساخته شده و بدنهٔ آن تنها اندکی از بوئینگ ۷۴۷ پهن‌تر است.
در نمای ظاهری، ای۳۸۰ دارای بال‌هایی است که در بخش پائین بدنه نصب شده‌اند (Low-Mounted) و اندکی متمایل به عقب هستند و چهار نقطه برای اتصال موتور در آن‌ها پیش‌بینی شده‌است. بخش ارابهٔ فرود هواپیما ۲۲ چرخ دارد که شیوهٔ جاگذاری آن‌ها مانند چرخ‌های بوئینگ ۷۴۷ و بوئینگ ۷۷۷ است. این نوع طراحی در بخش ارابهٔ فرود با بیشتر باندهای فرود در فرودگاه‌های بزرگ سازگاری دارد. با وجود مساحت زیاد بال‌های هواپیما در بیشتر فرودگاه‌های بزرگ با باند پهن، دو هواپیمای ای۳۸۰ می‌توانند از کنار یکدیگر عبور نمایند.
در سال ۲۰۲۱ میلادی شرکت ایرباس ساخت بزرگ‌ترین هواپیمای جهان را به دلیل فروش کمتر از انتظار، متوقف کرد. 
آخرین ایرباس  با شماره ثبت A6-EVS  
در  دسامبر 2021  به هواپیمایی امارات تحویل داده شد . 

## تاریخچه

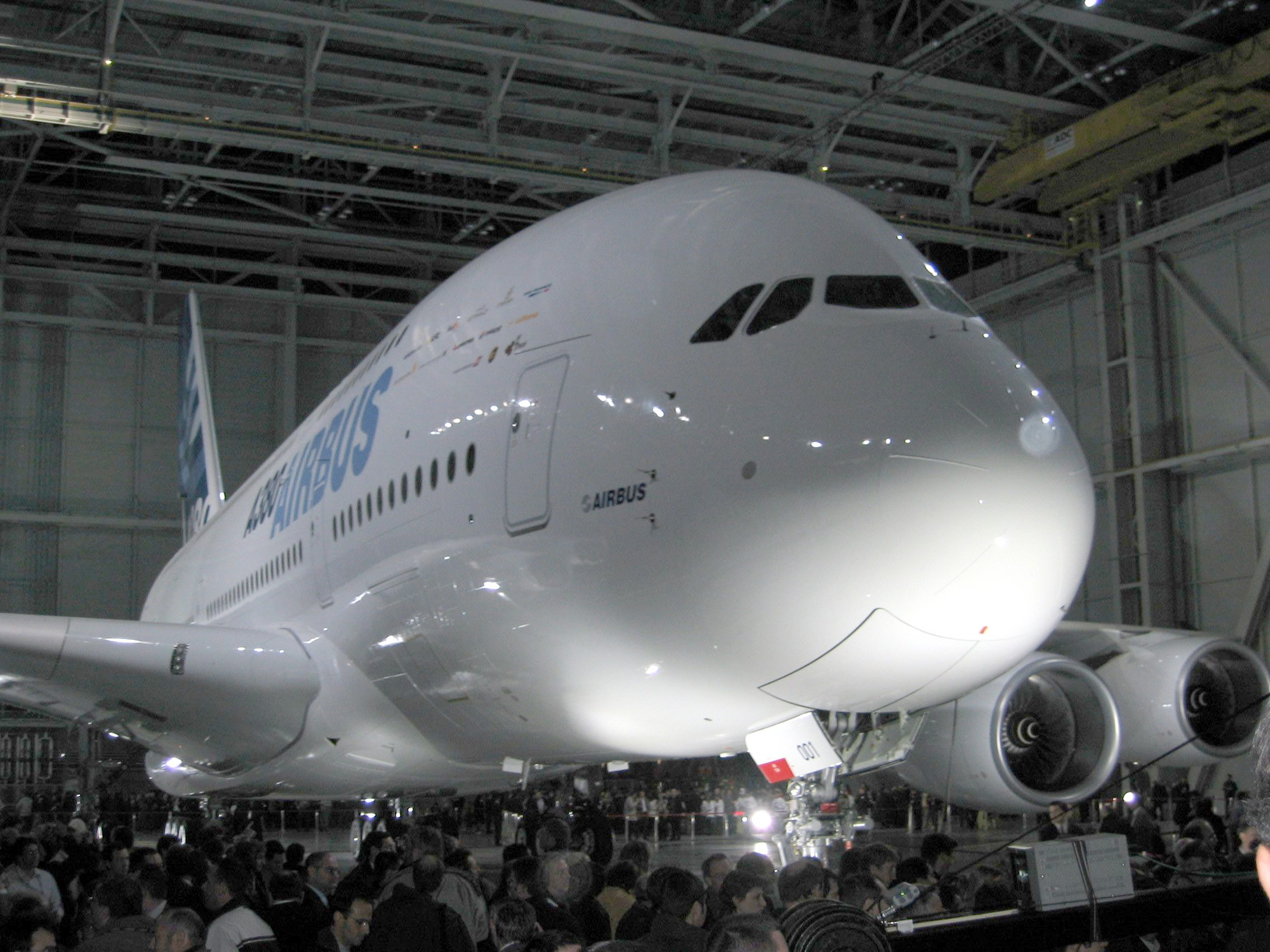
مراسم معرفی نخستین نمونه هواپیمای ایرباس ای۳۸۰

پس از گذشت بیش از ۲۰ سال از ورود هواپیمای موفق بوئینگ ۷۴۷ به خدمت، نیاز به ساخت هواپیمایی تازه‌تر و به‌روزتر احساس می‌شد که از پیشرفت‌های عمده در فناوری طراحی، مواد و روش‌های تازه ساخت استفاده نماید. در اوایل دهه ۱۹۹۰ میلادی شرکت‌های هواپیماسازی ایرباس با طرح ای۳ایکس‌ایکس و بوئینگ با طرح ۷۴۷ایکس و مک‌دانل داگلاس با طرح ام‌دی-۱۲ فعالیت خود را برای ورود به این بازار آغاز کردند. طرح ام‌دی-۱۲ پس از مدتی به علت شکست در بازاریابی توسط مک‌دانل داگلاس کنار گذاشته شد و پس از خریده‌شدن این شرکت توسط بوئینگ در سال ۱۹۹۷ میلادی عملاً مک‌دانل داگلاس از دور رقابت‌ها خارج شد.
هدف شرکت ایرباس برای پروژه‌ای۳ایکس‌ایکس در ابتدا تولید هواپیمای غول‌پیکر تازه‌ای بود که هزینهٔ عملیاتی آن ۱۵٪ درصد از هزینه‌های عملیاتی بوئینگ ۷۴۷-۴۰۰ کمتر باشد. در همین حال طرح ۷۴۷ایکس شرکت بوئینگ برای رقابت با ایرباس، تغییر هواپیمای ۷۴۷ مدل ۴۰۰ برای افزایش ظرفیت مسافر و کاهش هزینه‌های عملیاتی شود. اما بوئینگ نتوانست توجه شرکت‌های هواپیمایی را به سرمایه‌گذاری جلب کند و در سال ۲۰۰۱ میلادی طرح ۷۴۷ را کنار گذاشت.
بحران مالی جنوب شرق آسیا در اواخر دهه ۱۹۹۰ شرکت ایرباس را وادار کرد که طرح ای۳ایکس‌ایکس را به شیوه‌ای تغییر دهد که هزینه‌های عملیاتی آن تا ۲۰٪ درصد کمتر از هزینه‌های عملیاتی بوئینگ ۷۴۷-۴۰۰ باشد تا شرکت‌های هواپیمایی را به سرمایه‌گذاری تشویق کند. طرح نهایی ایرباس منجر به ساخت نخستین هواپیمای مسافربری کاملاً دو طبقه شد. این هواپیما همچنین از برتری‌هایی چون کاهش چشمگیر مصرف سوخت، استفاده از فناوری‌های تازه در ساخت مواد کامپوزیت، پیشرانه‌های مدرن و کاهش هزینه‌های نگهداری نسبت به هر صندلی برخوردار بود.
طرح ای۳ایکس‌ایکس در نهایت به‌ای۳۸۰ تغییر نام داد. این هواپیما در سال ۲۰۰۲ میلادی وارد مرحله تولید و ساخت نخستین نمونه بازرگانی هواپیمای ایرباس ای۳۸۰ از مه ۲۰۰۴ آغاز شد. نخستین پرواز این هواپیما نیز سپس، با موتورهای رولز-رویس لیمیتد انجام شد و از اواخر سال ۲۰۰۷ وارد خدمت ناوگان هوایی شرکت هواپیمایی سنگاپور و دیگر شرکت‌های سفارش دهنده شد.

## مشخصات فنی
- خدمه:
  - دو نفر: یک خلبان و یک کمک خلبان.
- مقایسه ابعاد بوئینگ ۷۴۷ با ایرباس A380تعداد مسافران:

مقایسه ابعاد بوئینگ ۷۴۷ با ایرباس A380

  - ای۳۸۰–۸۰۰ دستکم ۵۵۵ نفر در سه کلاس یا ۸۴۰ نفر در یک کلاس.
- قیمت تخمینی:
  - ۲۹۶ تا ۳۱۶ میلیون دلار (برای سال ۲۰۰۶)
- ابعاد ای۳۸۰–۸۰۰:
  - طول: ۲۳۸٫۶۷ فوت = ۷۲٫۷۵ متر
  - فاصله دو سر بال‌ها:‍ ۲۶۱٫۸۳ فوت = ۷۹٫۸۰ متر
  - ارتفاع: ۷۹ فوت = ۲۴٫۰۸ متر
  - سطح بال‌ها: ۹٫۰۹۵٬۵ فوت مربع = ۸۴۵ متر مربع
- وزن‌ها:
  - وزن خالی برای ای۳۸۰–۸۰۰ مساوی با ۶۱۰٫۶۸۰ پوند = ۲۷۷٫۰۰۰ کیلوگرم
  - وزن خالی برای ای۳۸۰–۸۰۰اف مساوی با ۵۵۵٫۵۶۵ پوند = ۲۵۲٫۰۰۰ کیلوگرم
  - وزن عادی برای برخاستن: نامعلوم
- بیشینه وزن برای برخاستن:
  - در ای۳۰۰–۸۰۰ معادل ۱٫۲۳۴٫۵۹۰ پوند = ۵۶۰ هزار کیلوگرم
  - در ای۳۰۰–۸۰۰اف معادل ۱٫۳۰۰٫۷۲۵ پوند = ۵۹۰ هزار کیلوگرم
- حجم مخازن سوخت داخلی:
  - در هر دو مدل ۸۰۰ و ۸۰۰اف معادل ۵۷۵٫۱۸۵ پوند = ۲۶۰٫۹۰۰ کیلوگرم
- بیشینه وزن قابل بارگذاری:
  - در ای۳۰۰–۸۰۰ معادل ۱۸۵٫۱۹۰ پوند = ۸۴ هزار کیلوگرم
  - در ای۳۰۰–۸۰۰اف معادل ۳۳۰٫۶۹۵ پوند = ۱۵۰ هزار کیلوگرم
- پیشرانه در مدل ای۳۸۰–۸۰۰:
  - چهار موتور توربوفن آربی-۹۶۷ ساخت رولزرویس
- پیشرانه در مدل ای۳۸۰–۸۰۰اف:
  - یا چهار موتور توربوفن آربی-۹۷۵ ساخت رولزرویس
  - یا چهار موتور توربوفن جی‌پی-۷۲۷۵
- کشش:
  - موتور آربی۹۶۷ معادل ۲۷۲ هزار پوند = ۱٫۲۱۰ کیلو نیوتن
  - موتور جی‌پی-۷۲۶۷ معادل ۳۲۶ هزار پوند = ۱٫۴۵۰ کیلو نیوتن

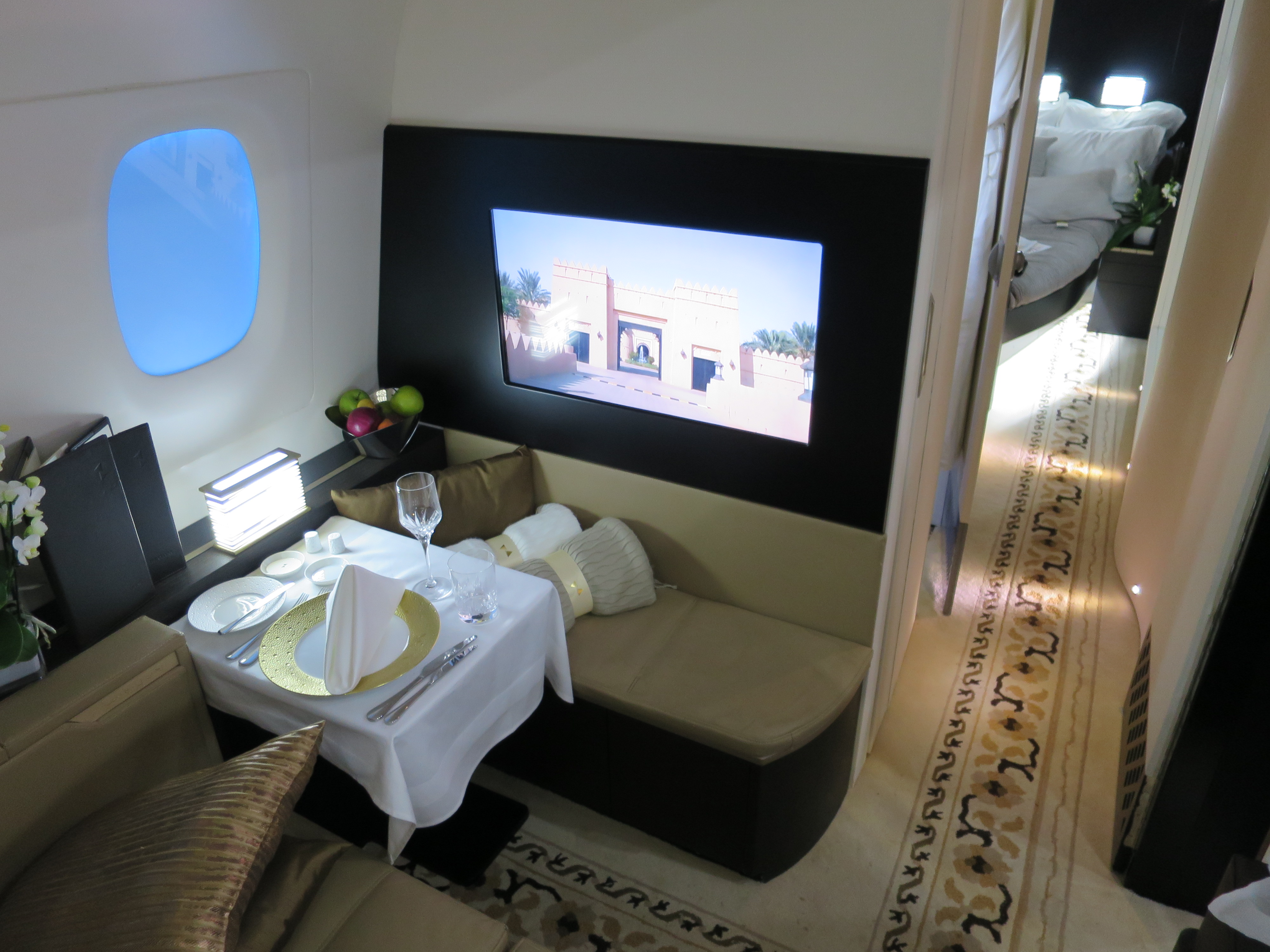
اتاق استراحت ویژه در هواپیمایی اتحاد

  - اتاق استراحت ویژه در هواپیمایی اتحادموتور آربی-۹۷۵ معادل ۲۹۹٫۴۳۵ پوند = ۱٫۳۳۲ کیلو نیوتن
- کارایی:
  - بیشینه سرعت در ارتفاع ۳۵ هزار فوتی = ۵۹۵ مایل بر ساعت = ۹۵۵ کیلومتر بر ساعت = ۰٫۸۹ ماخ
  - بیشینه سرعت در سطح دریا = ۳۹۰ مایل بر ساعت = ۶۳۰ کیلومتر بر ساعت

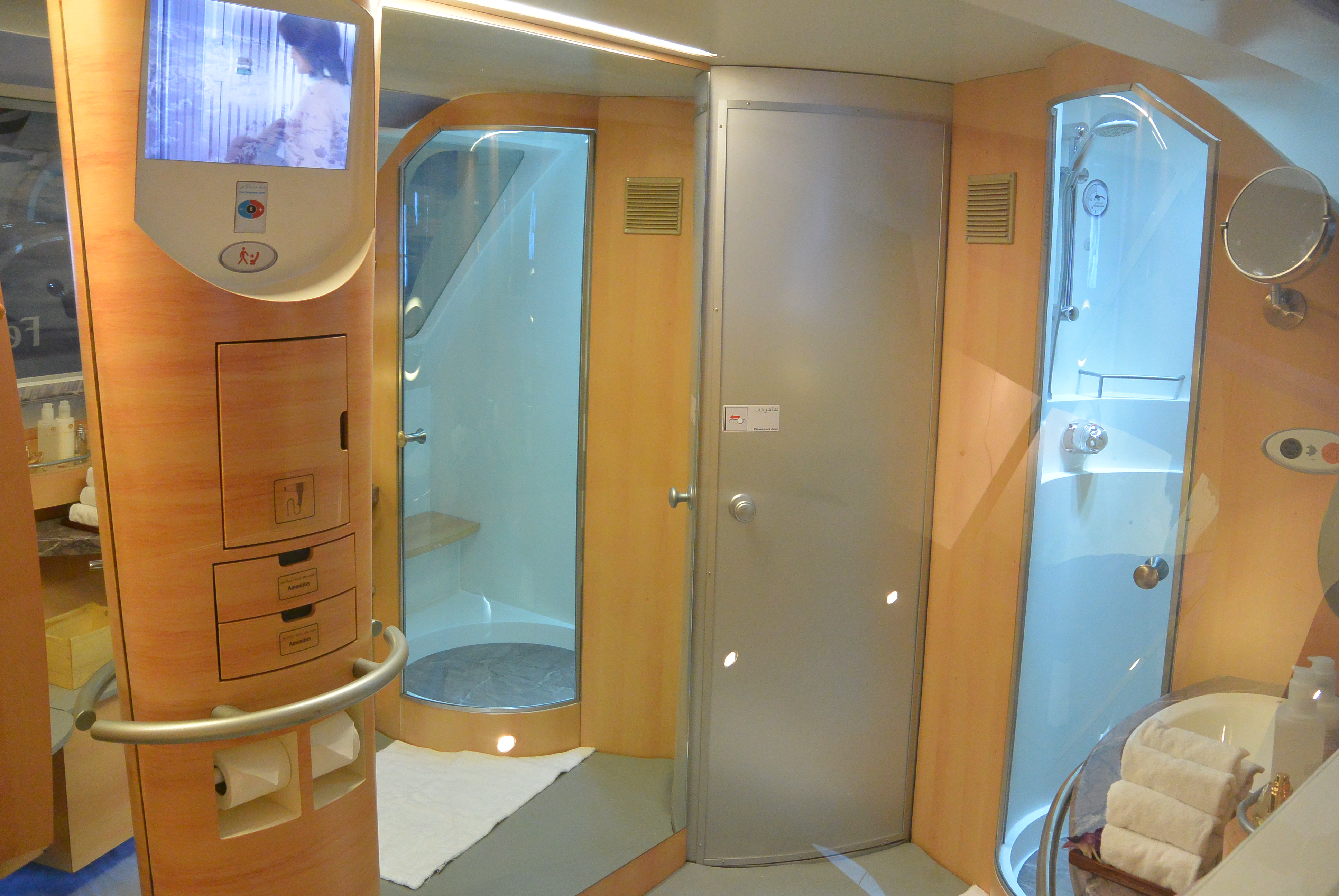
دوش و آبگرم A380 هواپیمایی امارات

  - دوش و آبگرم A380 هواپیمایی اماراتسرعت کروز (پرواز با سرعت ثابت) در ارتفاع ۳۵ هزار فوتی = ۵۶۰ مایل بر ساعت = ۹۰۰ کیلومتر بر ساعت = ۰٫۸۵ ماخ
- نرخ اوج‌گیری:3500 پا بر دقیقه
- سقف پرواز خدمتی: ۱۳٫۱۰۰ متر = ۴۲٫۹۸۰ فوت
- برد پروازی:
  - در ای۳۸۰–۸۰۰ معادل ۸٫۰۰۰ ناتیکال مایل = ۱۴٫۸۱۵ کیلومتر
  - در ای۳۸۰–۸۰۰اف معادل ۵٫۶۰۰ ناتیکال مایل = ۱۰٫۳۷۰ کیلومتر
- حد جابجایی فشار ثقل (g Limit): نامعلوم

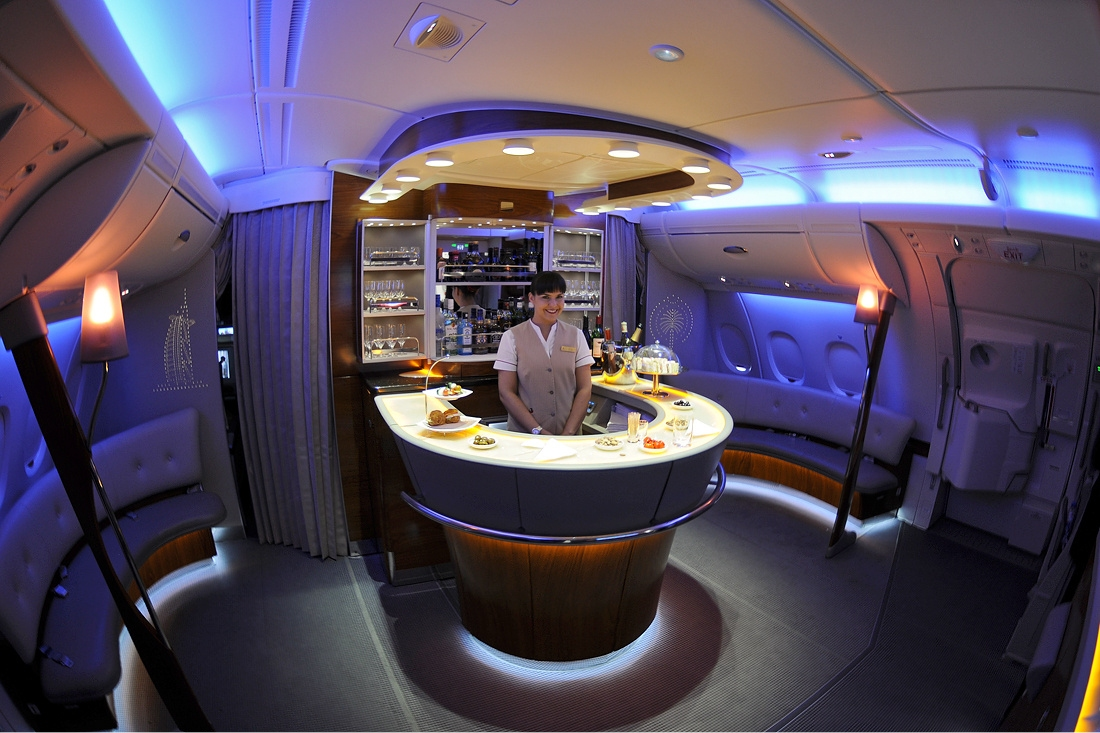
بار هواپیمای ایرباس ای۳۸۰–۸۶۱ مخصوص هواپیمایی امارات

## گونه‌ها

مقایسه با چهار هواپیمای بزرگ هیوز H-4 هرکولس
آنتونوف An-225 Mriya
ایرباس A380
بوئینگ 747
استراتولانچ

### ای۳۸۰–۷۰۰
نمونهٔ نخستی که با نام ای۳ایکس‌ایکس-۵۰ یا ای۳ایکس‌ایکس-۵۰آر شناخته می‌شد و برای برد پروازی بیشتر ولی با تعداد مسافر ۴۸۳ نفر پیشنهاد شده بود.

### ای۳۸۰–۸۰۰
نمونهٔ نخستی که پیشتر ای۳ایکس‌ایکس-۱۰۰ شناخته می‌شد و نخستین مدل ساخته شده بر پایه جابجایی ۵۵۵ مسافر است.

### ای۳۸۰–۸۰۰سی۷
نمونه‌ای که بر پایه جابجایی مسافر و بار بر پایه مدل ای۳۸۰–۸۰۰ پیشنهاد شد و دارای ۷ سکوی جابجایی بار بود.

### ای۳۸۰–۸۰۰سی۱۱
نمونه‌ای که بر پایه جابجایی ترکیبی از مسافر و بار پیشنهاد شد و دارای ۱۱ سکوی جابجایی بار بود.

### ای۳۸۰–۸۰۰اف
مدلی که در ابتدا به نام ای۳ایکس‌ایکس-۱۰۰اف شناخته می‌شد و بر پایه مدل ای۳۸۰–۸۰۰ برای جابجایی بار در نظر گرفته شده بود و دارای ۲۵ سکو در طبقهٔ فوقانی، ۳۳ سکو در طبقهٔ اصلی، و ۱۳ سکوی جابجایی بار در طبقهٔ زیرین بود.
دارای ظرفیت جابجایی ۵۵۵ مسافر.

### ای۳۸۰–۸۰۰اس
مدلی بر پایه ایرباس ای۳۸۰–۸۰۰ است که برد پروازی در آن کاهش یافته‌است.

### ای۳۸۰–۹۰۰
در ابتدا با نام ای۳ایکس‌ایکس-۲۰۰ شناخته می‌شد و دارای بدنه‌ای کشیده‌تر برای جابجایی ۶۵۶ مسافر است.

### ای۳۸۰–۹۰۰اس
مدلی بر پایه ایرباس ای۳۸۰–۹۰۰ است که برد پروازی در آن، کاهش یافته‌است.

## پیشرانه‌ها

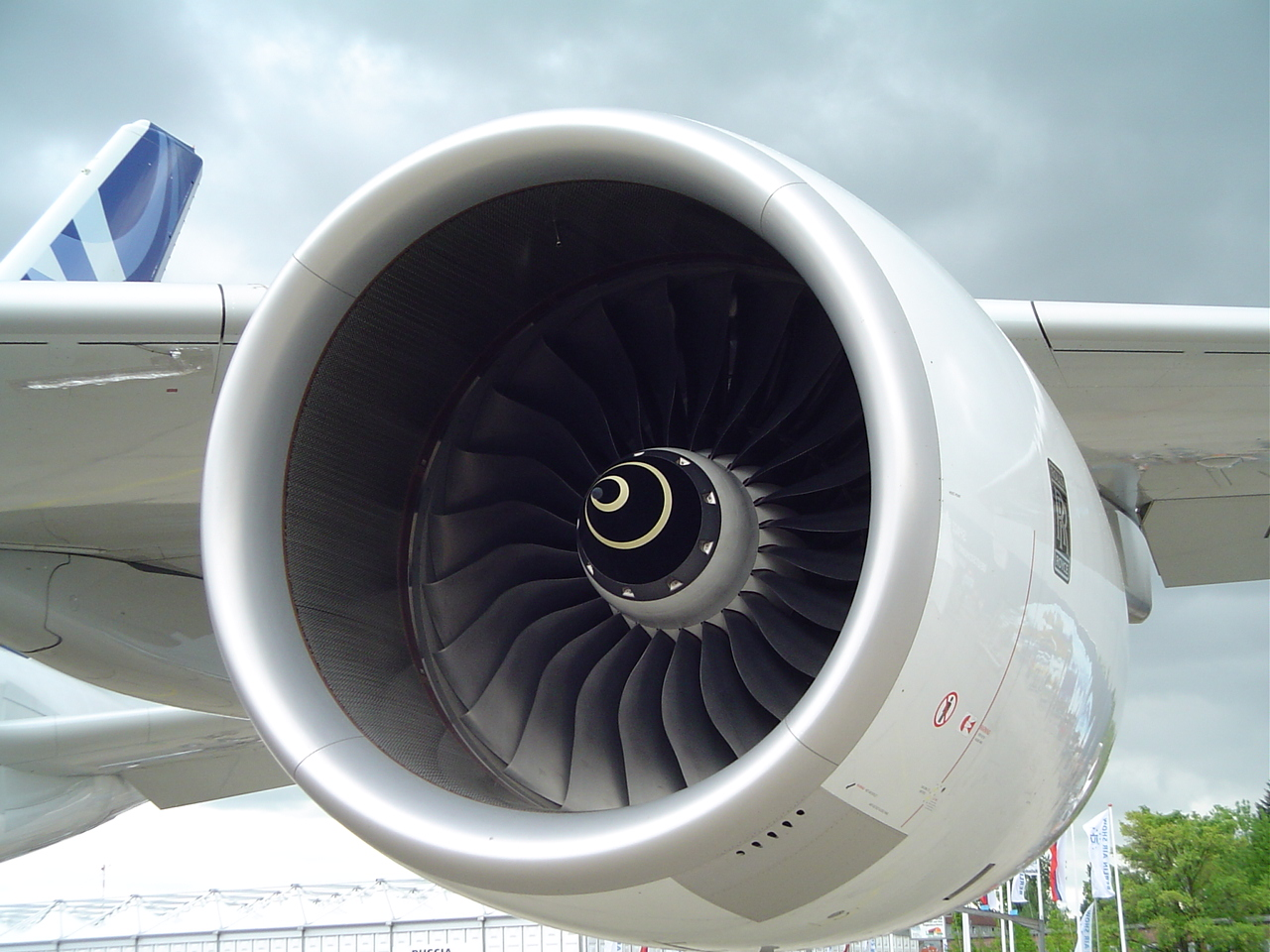
موتور توربوفن ایرباس ای۳۸۰ ساخت شرکت رولز-رویس هلدینگز

این هواپیما توسط چهار دستگاه موتور توربوفن نیرودهی می‌شود که هر یک بیشینه ۷۰٬۰۰۰ پوند نیرو تولید می‌کنند. بسته به نوع سفارش، این هواپیما به موتورهای بریتانیایی رولز-رویس هلدینگز (رولز-رویس ترنت ۹۰۰) یا موتورهای آمریکایی ساخت شرکت‌های جنرال الکتریک و پرت اند ویتنی (Engine Alliance GP7000) مجهز می‌شوند. به وسیله این موتورها عملیات برخاست می‌تواند در باندی تقریباً به طول ۳ کیلومتر در سطح دریا در دمای ۱۵ درجه بالای صفر با بیشینه وزن انجام پذیرد. هر یک از این موتورها در مقایسه با موتورهای هواپیمای بوئینگ ۷۴۷ حدود ۷٬۰۰۰ پوند بیشتر قدرت دارند، که البته با توجه به وزن بیشتر هواپیمای ایرباس ای۳۸۰ که به مراتب از جامبو جت بالاتر است چنین مسئله‌ای طبیعی جلوه می‌کند.

## کابین خلبان

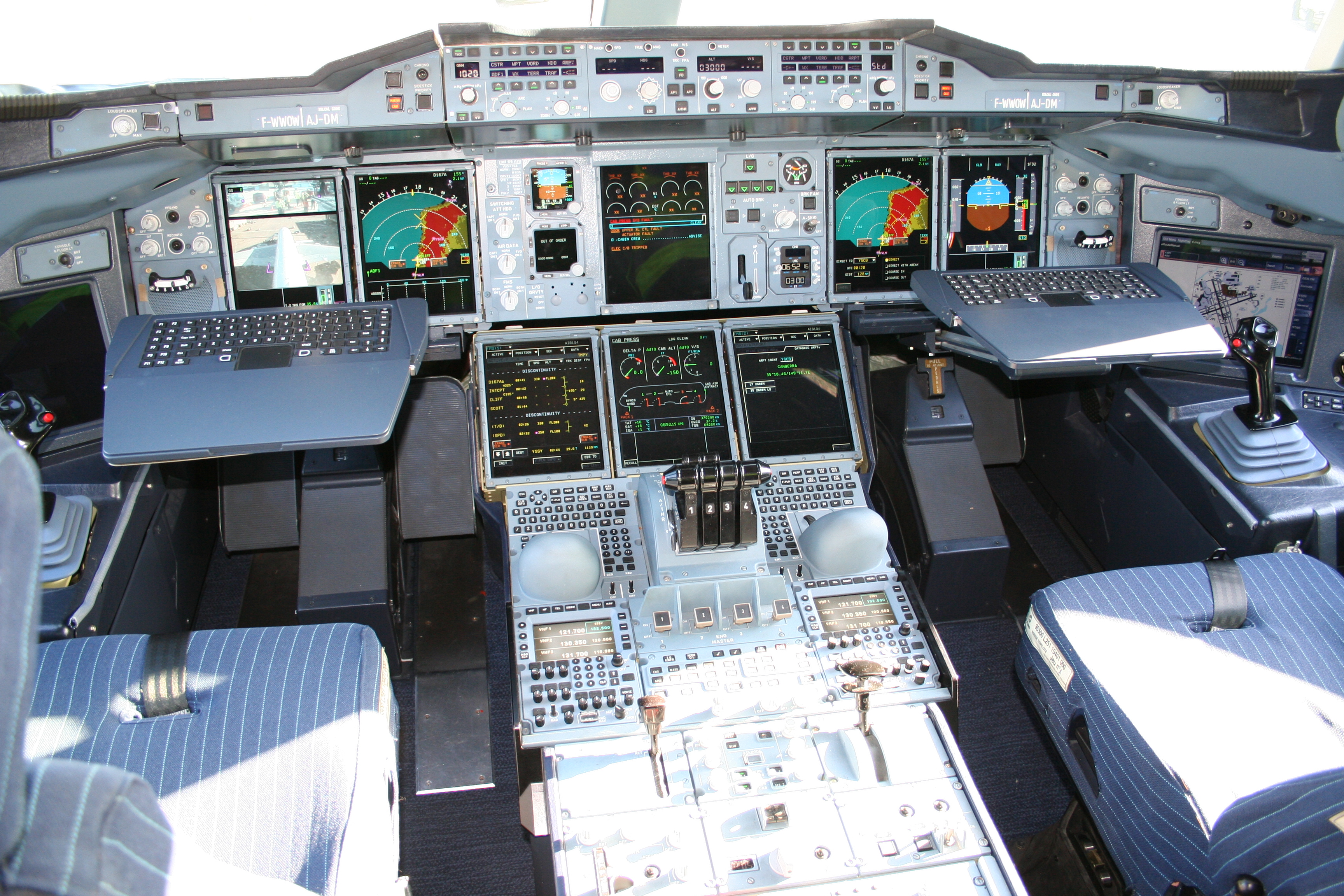
کابین شیشه‌ای خلبان در هواپیمای ایرباس ای۳۸۰

هواپیمای ای۳۸۰ دارای کابین خلبان شیشه‌ای و مشابه سایر مدل‌های ایرباس است. اندازه صفحه‌های نمایشگر اطلاعات بین ۱۵ تا ۲۰ سانتی‌متر (۶ تا ۸ اینچ) است. ابزارهای ناوبری تمام اتوماتیک هستند. کابین خلبان ایرباس ای۳۸۰ دارای دوربین نمایش هواپیما از بیرون٫ صفحه کلید و دارای سیستم پیشرفته ناوبری و جهت‌یابی است.

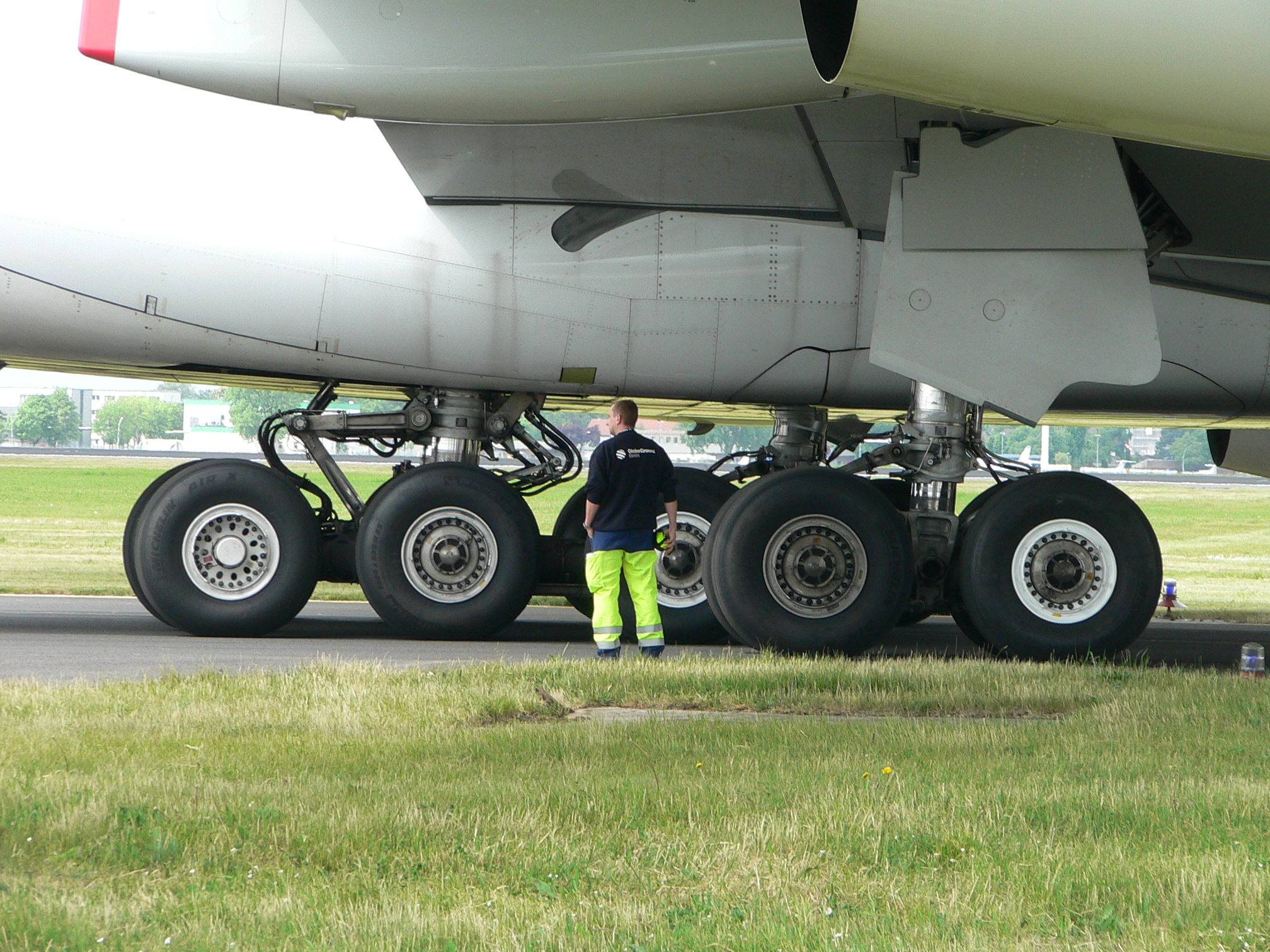
ارابه فرود مرکزی هواپیمای ایرباس ای۳۸۰

## فرودافزار
ارابه‌های فرود این هواپیما شامل ۲۲ چرخ و ساخت شرکت گودریچ است که شامل دوپایه زیر بال هر یک با ۴ چرخ، دوپایه مرکزی زیر بدنه هر بک با ۶ چرخ، و دو چرخ دماغه هواپیما است. این هواپیما می‌تواند دور ۱۸۰ درجه را در مسافتی به طول ۵۶٫۵ متر انجام دهد که ۳٫۵ متر از ۶۰ متر استاندارد ابعاد فرودگاه‌ کمتر است.
بالاترین سرعت عملیاتی هواپیمای ایرباس ای۳۸۰ حدود ۱٫۰۶۲ کیلومتر بر ساعت (۵۷۳ گره) و برد آن هشت هزار مایل دریایی یا پانزده هزار کیلومتر با بیشترین تعداد مسافر است. زمان بارگیری کامل در فرودگاه یا پایانه هوایی مرکزی شامل پیاده کردن مسافران، تمیز کردن محیط داخلی هواپیما، سرویس‌های دیگر، و سوار کردن مسافران برای پرواز بعدی دستکم ۹۰ دقیقه به طول می‌انجامد.

## مشخصات
- فاصله نوک دو بال: ۷۹٫۶۵ متر
- ارتفاع: ۲۴٫۰۸ متر
- بیشینه سرعت: ۰٫۸۹ ماخ (۱۰۶۱٫۹ کیلومتر بر ساعت)
- میزان مصرف سوخت: ۳۱۰٬۰۰۰ لیتر

## سفارش‌ها و تحویل

چیدمان صندلی‌ها در هر دو طبقه ۵۱۹ صندلی (۳۳۱ پایین، ۱۸۸ بالا)

|         |          | ۲۰۰۱ | ۲۰۰۲ | ۲۰۰۳ | ۲۰۰۴ | ۲۰۰۵ | ۲۰۰۶ | ۲۰۰۷ | ۲۰۰۸ | ۲۰۰۹ | ۲۰۱۰ | ۲۰۱۱ | ۲۰۱۲ | ۲۰۱۳ | ۲۰۱۴ | ۲۰۱۵ | ۲۰۱۶ | ۲۰۱۷ | ۲۰۱۸ | ۲۰۱۹ | ۲۰۲۰ | مجموع |
| سفارش‌ها | A380-800 | ۷۸   | –    | ۳۴   | ۱۰   | ۱۰   | ۲۴   | ۳۳   | ۹    | ۴    | ۳۲   | ۱۹   | ۹    | ۴۲   | ۱۳   | ۲    | –    | ۲-   | ۴    | ۷۴-  | –    | ۲۵۱   |
| سفارش‌ها | A380F    | ۷    | ۱۰   | –    | –    | ۱۰   | ۱۷-  | ۱۰-  | –    | –    | –    | –    | –    | –    | –    | –    | –    | –    | –    | –    | –    | ۰     |
| تحویل‌ها | A380-800 | –    | –    | –    | –    | –    | –    | ۱    | ۱۲   | ۱۰   | ۱۸   | ۲۶   | ۳۰   | ۲۵   | ۳۰   | ۲۷   | ۲۸   | ۱۵   | ۱۲   | ۸    | ۴    | ۲۴۶   |

## دانستنی‌ها
- بیشتر فرودگاه‌ها باید دالان‌های عبور مسافران و بارها را افزایش دهند تا بتوانند شمار زیاد مسافران ای۳۸۰ و بار آن‌ها را جابجا نمایند؛ بنابراین شمار زیادی از فرودگاه‌های مهم جهان می‌بایست میلیون‌ها دلار سرمایه‌گذاری در جهت این بهبودسازی انجام دهند تا امکان فرود ای۳۸۰ فراهم شود. اما مشکلات تأمین بودجه برای این بهینه‌سازی‌ها در برخی فرودگاه‌ها یک مشکل بسیار جدی برای کاربران ای۳۸۰ پدید خواهد آورد. با توجه به اینکه همه زیرساخت‌های لازم پیش‌از فرود ایرباس ۳۸۰ می‌بایست در فرودگاه‌ها فراهم شده باشد فرودگاه امام‌خمینی تهران در خبری که ۷ مهر ۱۳۹۳ منتشرشد توانست چهل‌ودومین فرودگاه جهان در پذیرش این هواپیما باشد.[۷][۸] فرودگاه آبادان که با استانداردی بین المللی ساخته شده نیز می تواند مقصدی برای این هواپیما باشد اما بعد از جنگ پروازهای این فرودگاه با تعداد مسافران بسیار کمی انجام می شود.

- بخش درونی ای۳۸۰ دارای یک پیکربندی معمول برای صندلی‌های مسافران است. دو طبقهٔ بالایی برای مسافران و طبقهٔ زیرین، برای جاگذاری اسباب و اثاثیه در نظر گرفته شده‌است. در این هواپیما همچنین مکان‌هایی خاصی برای استراحت، خواب، خرید و تفریح پیش‌بینی شده‌است؛ هر چند بعید به نظر می‌رسد که شرکت‌های هوایی به دلائل اقتصادی، وجود چنین مکان‌هایی را قبول نمایند.

- کابین و بخش‌های کنترل پرواز ای۳۸۰ شباهت زیادی به مدل‌های ای۳۳۰ و ای۳۴۰ دارد بنابراین خلبانان مدل‌های پیشین ایرباس با اندکی آموزش به راحتی می‌توانند به درون کابین هواپیمای تازه ایرباس قدم گذارند. از این گذشته، کابین هدایت هواپیما، در مکانی بین طبقهٔ فوقانی و طبقهٔ اصلی واقع شده‌است و در ارتفاعی قرار گرفته‌است که برای خلبانان، قابل قیاس با هواپیماهای کوچکتر است.

- ای۳۸۰ شامل ۲۲۰ پنجره و ۱۶ در است.

## توقف ساخت

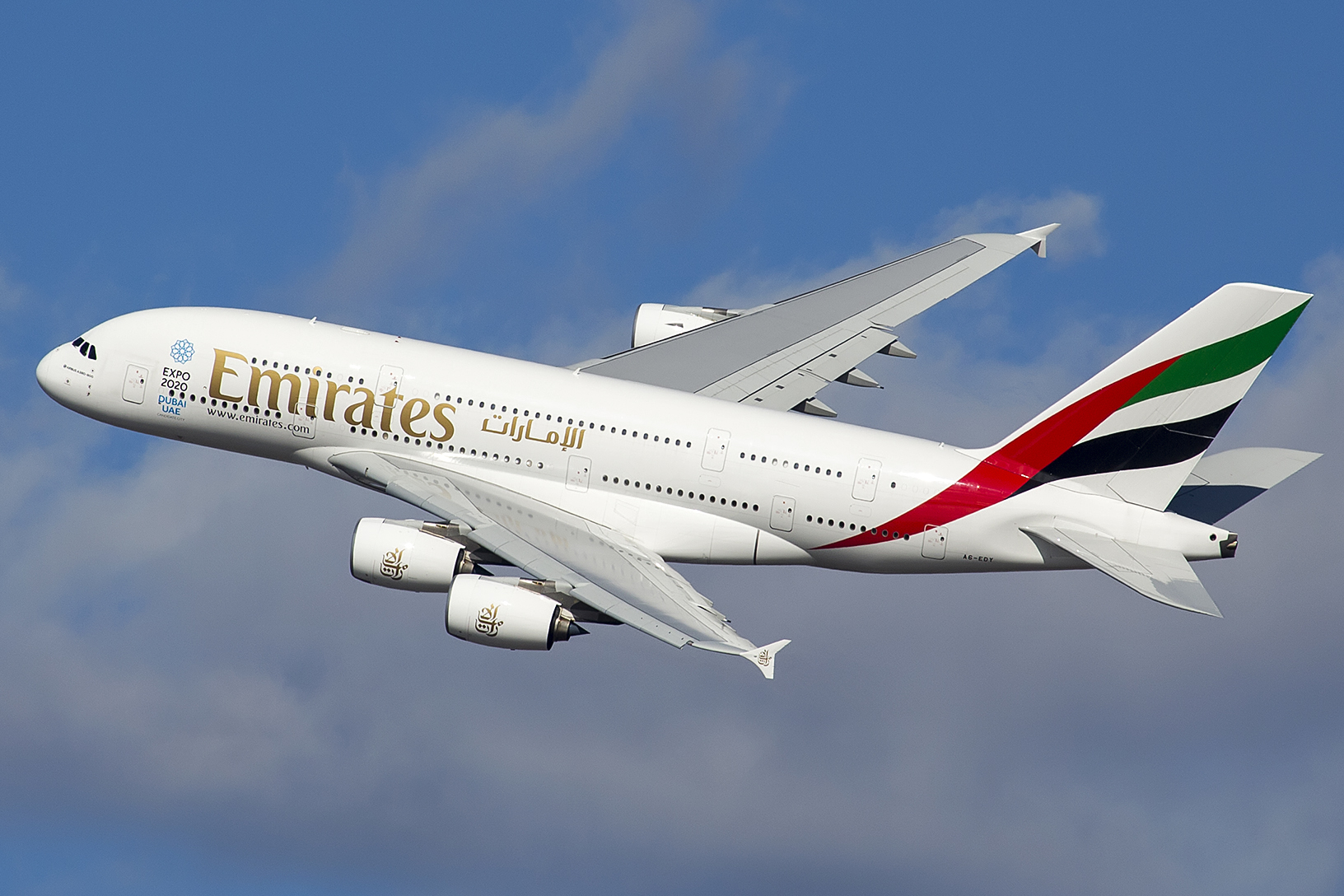
ایرباس ای۳۸۰ هواپیمایی امارات در فراز فرودگاه بین‌المللی جان.اف کندیA380

در سال ۲۰۲۱ میلادی شرکت ایرباس ساخت بزرگ‌ترین هواپیمای جهان را به دلیل فروش کمتر از انتظار، متوقف کرد. آخرین مشتری این هواپیما،هواپیمایی امارات بود.

## کاربران

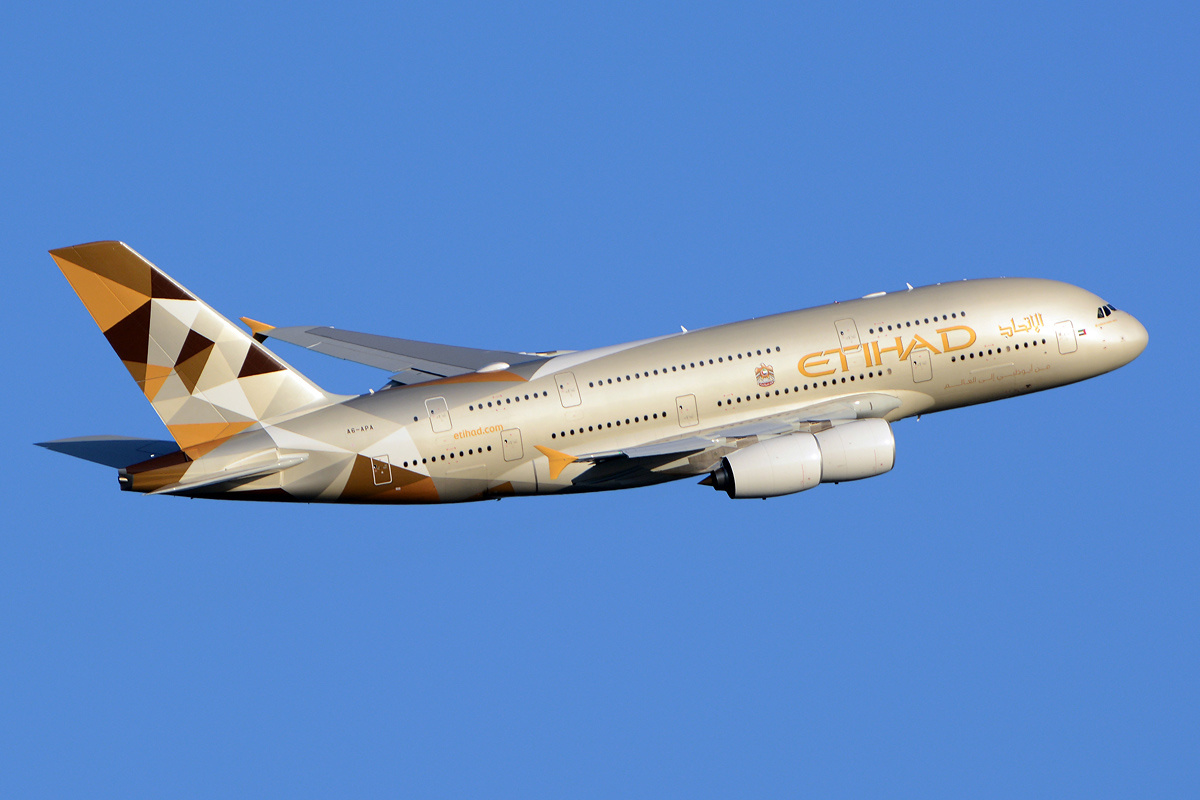
هواپیمایی اتحاد

| ایرلاین ها            | تاریخ ورود به سرویس | شمار | بازنشستگی | توضیحات                                       |
| --------------------- | ------------------- | ---- | --------- | --------------------------------------------- |
| سنگاپور ایرلاینز      | ۲۵ اکتبر ۲۰۰۷       | 18   | -         | یک فروند به های فلای مالتا فروخته شد          |
| هواپیمایی امارات      | ۱ اوت ۲۰۰۸          | ۸۲   | 2030      | بزرگترین کاربر این مدل هواپیما                |
| کانتاس                | ۲۰ اکتبر ۲۰۰۸       | ۱۲   | -         |                                               |
| ایر فرانس             | ۲۰ نوامبر ۲۰۰۹      | ۱۰   | 2020      |                                               |
| لوفت‌هانزا             | ۶ ژوئن ۲۰۱۰         | ۱۴   | 2020      |                                               |
| هواپیمایی کره         | ۲۴ مه از ۲۰۱۱       | ۱۰   | 2026      |                                               |
| هواپیمایی جنوبی چین   | ۱۴ اکتبر ۲۰۱۱       | 4    | -         | یک فروند به های فلای مالتا فروخته شد          |
| هواپیمایی مالزی       | ۱ ژوئیه ۲۰۱۲        | ۶    | 2021      |                                               |
| تای ایرویز اینترنشنال | ۲۷ سپتامبر ۲۰۱۲     | ۶    | 2021      |                                               |
| بریتیش ایرویز         | ۲ اوت ۲۰۱۳          | ۱۲   | -         |                                               |
| آسیانا ایرلاینز       | ۱۳ ژوئن ۲۰۱۴        | ۴    | -         |                                               |
| قطر ایرویز            | ۱۰ اکتبر ۲۰۱۴       | ۱۰   | 2028      |                                               |
| هواپیمایی اتحاد       | ۲۷ دسامبر ۲۰۱۴      | ۸    | 2021      |                                               |
| آل نیپون ایرویز       | ۲۰ مارس ۲۰۱۹        | ۲    | -         |                                               |
| های فلای مالتا        | 4 ژوئیه ۲۰۱۸        | ۲    | -         | خریداری شده از چاینا سادرن و سنگاپور ایرلاینز |

## تاریخ‌های مهم
- نخستین پرواز آزمایشی: ۲۷ آوریل ۲۰۰۵ از تولوز، فرانسه
- خرید امارات: ۱ اوت ۲۰۰۸ نخستین هواپیما ای۳۸۰ هواپیمایی امارات به پرواز درآمد
- نخستین پرواز تجاری: ۲۵ اکتبر ۲۰۰۷ از سنگاپور به مقصد سیدنی، هواپیمایی سنگاپور
- نخستین پرواز تجاری به اروپا: ۱۸ مارس ۲۰۰۸، از سنگاپور به مقصد فرودگاه هیترو لندن، هواپیمایی سنگاپور
- ایران ایر پس از توافق هسته‌ای در ۲۸ ژانویه ۲۰۱۶، سفارش ۱۲ فروند هواپیما ای۳۸۰ را به ایرباس داد.